# Enrico Solmi

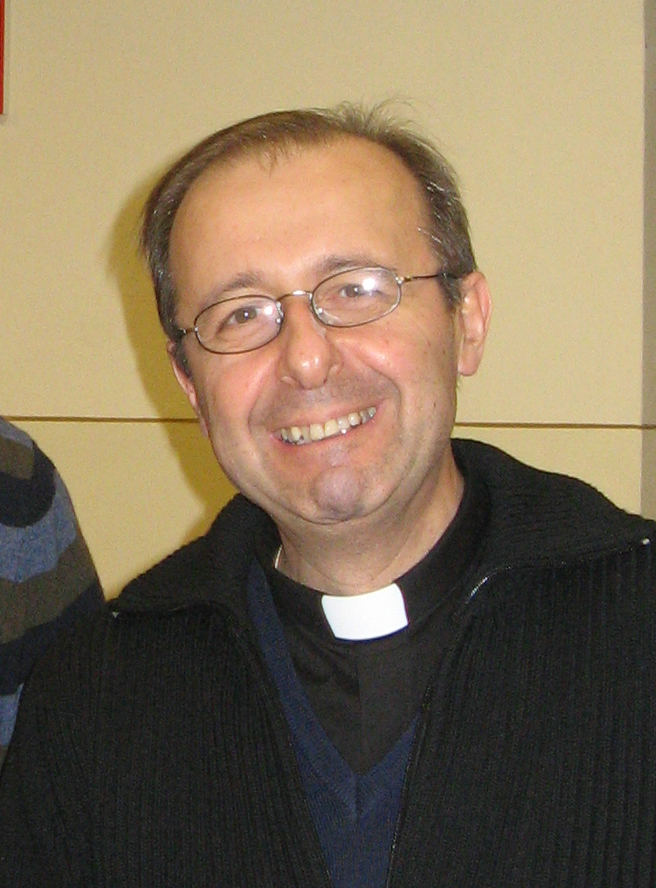
Enrico Solmi

Enrico Solmi (* 18. Juli 1956 in Spilamberto, Provinz Modena, Italien) ist ein römisch-katholischer Geistlicher und Bischof von Parma.

## Leben
Enrico Solmi empfing am 28. Juni 1980 das Sakrament der Priesterweihe.

Bischofswappen von Enrico Solmi

Am 19. Januar 2008 ernannte ihn Papst Benedikt XVI. zum Bischof von Parma. Der Erzbischof von Modena-Nonantola, Benito Cocchi, spendete ihm am 9. März desselben Jahres die Bischofsweihe; Mitkonsekratoren waren der emeritierte Erzbischof von Modena-Nonantola, Santo Bartolomeo Quadri, und der emeritierte Bischof von Parma, Silvio Cesare Bonicelli. Die Amtseinführung erfolgte am 30. März 2008.